# Platypalpus bomiensis
Platypalpus bomiensis är en tvåvingeart som beskrevs av Yang 1989. Platypalpus bomiensis ingår i släktet Platypalpus och familjen puckeldansflugor. Inga underarter finns listade i Catalogue of Life.